# Lugny-lès-Charolles
Lugny-lès-Charolles is een gemeente in het Franse departement Saône-et-Loire (regio Bourgogne-Franche-Comté) en telt 277 inwoners (1999). De plaats maakt deel uit van het arrondissement Charolles.

## Geografie
De oppervlakte van Lugny-lès-Charolles bedraagt 17,3 km², de bevolkingsdichtheid is 16,0 inwoners per km².
De onderstaande kaart toont de ligging van Lugny-lès-Charolles met de belangrijkste infrastructuur en aangrenzende gemeenten.

## Demografie
Onderstaande figuur toont het verloop van het inwonertal (bron: INSEE-tellingen).